# Deep Freeze
Deep Freeze est un logiciel de la société Faronics utilisé pour protéger les ressources logicielles essentielles des systèmes d'exploitation, que ce soit Microsoft Windows, Mac OS X ou Linux. À chaque redémarrage du système, Deep Freeze restaure l’état protégé d’origine des systèmes, protégeant ainsi ces derniers contre les erreurs de configuration logicielle, les virus, les programmes malveillants et les programmes-espions. Ceci permet de conserver les configurations précédant l’installation de Deep Freeze tout en permettant aux utilisateurs d’accéder sans restriction aux postes de travail. Toute installation non autorisée devient alors temporaire et sans risque pour l’ordinateur.

## Fonctionnement
Deep Freeze est un pilote au niveau du noyau qui protège l’intégrité du disque. Le logiciel Deep Freeze protège l’ordinateur en utilisant une partition séparée de disque dur. Le pilote redirige les informations qui sont écrites sur le disque à cette partition, laissant ainsi les données originales intactes. Ces informations redirigées ne sont plus référencées une fois que l’ordinateur est redémarré, restaurant ainsi le système dans sa configuration originale au niveau des secteurs de disque. Pour autant, lorsque Deep Freeze est actif, l’expérience de l’utilisateur de l’ordinateur n’est nullement affectée.
Deep Freeze permet aux utilisateurs de faire des modifications virtuelles au système, leur donnant l’impression qu’ils peuvent modifier les fichiers ou même les supprimer, et même, accidentellement, rendre le système inutilisable pour eux-mêmes. Mais si Deep Freeze est en mode gelé, une fois l’ordinateur redémarré, le système d’exploitation sera récupéré à son état initial.

## Les éditions
L’entreprise Faronics offre trois éditions qui sont :
1. L’édition standard pour les simples utilisateurs ;
2. L’édition professionnel qui contient plus de fonctionnalités que la version standard ;
3. L’édition entreprise qui est destiné aux entreprises, et contient toutes les fonctionnalités.

## Limitations et sécurité
Emiliano Scavuzzo, un hacker argentin, a réussi à casser la protection par mot de passe de Deep Freeze. Il a réalisé une application connue sous le nom Deep Freeze Unfreezer ou Anti Deep Freeze qui permet de désactiver le logiciel sans avoir de mot de passe. Son application marche avec toutes les versions jusqu’à la version 5. Il existe une autre version réalisée par d’autres programmeurs qui marche aussi avec les versions antérieures.
Deep Freeze ne peut pas non plus se protéger contre l’accès direct aux disques durs en utilisant un autre système d’exploitation, installé sur un autre ordinateur, ou en amorçant le système à partir d’une clé USB, ou un CD/DVD. Alors l’utilisateur aurait un vrai accès au contenu des partitions congelées et non gelées. Ceci peut être empêché en protégeant le BIOS à l’aide d’un mot de passe et en faisant du disque dur le premier périphérique de démarrage.

## Concurrents
Il y a sur le marché des produits de bacs à sable (sandboxing) et de virtualisation qui offrent les mêmes caractéristiques que Deep Freeze sans toutefois utiliser le même processus. On peut citer :
- Rollback Rx
- Clean Slate (Fortres Grand)[3]
- HDGUARD[4]
- Returnil Virtual System (Returnil)
- Sandboxie (Ronen Tzur)
- Shadow Defender (ShadowDefender.Net)[5]
- SmartShield (Centurion Technologies)[6]
- Windows SteadyState (Microsoft) (Retiré du marché le 30 décembre 2010)[7]
- System Revert[8]
- Reboot Restore Rx (anciennement Drive Vaccine)